# ASUS P320
ASUS P320 — навігаційний GSM (на базі чипсета SiRF StarIII) комунікатор із ОС Windows Mobile 6.1 Professional.
| Загальні характеристики     | Загальні характеристики |
| --------------------------- | --- |
| Операційна система          | Windows Mobile: 6.1 Professional                                                                                           |
| Процесор                    | Texas Instruments : OMAP 850,Тактовая частота : 200 МГц                                                                    |
| Діапазони частот            | GSM 900, GSM 1800, GSM 1900,                                                                                               |
| Тип корпусу                 | моноблок |
| Антена                      | вбудована |
| Вага                        | 105 г |
| Розміри                     | 55 x 100 x 13 мм |
| Дзвінки                     | |
| Тип мелодій                 | mp3, ACC, mp4, Waw |
| Вібродзвінок                | є |
| Зв'язок                     | |
| Доступ в Інтернет           | WAP, POP/SMTP-клиент |
| Модем                       | є |
| Синхронізація з комп'ютером | є |
| Повідомлення                | |
| Додаткові функції SMS       | введення тексту зі словником                                                                                               |
| MMS                         | є |
| Інші функції                | |
| Управління                  | голосові мітки |
| Екран                       | |
| Тип екрану                  | TFT, 2.6", сенсорний, 65536 кольорів                                                                                       |
| Розмір зображення           | 240x320 пкс |
| Мультимедійні можливості    | |
| Вбудована фотокамера        | 2.0 Мп |
| Аудіо                       | MP3-програвач |
| Ігри                        | є |
| Обсяг вбудованої            | Оперативна SD RAM: 64 Мб, постійна Flash ROM: 128 Мб                                                                       |
| Живлення                    | |
| Тип акумулятора             | Li-Ion |
| Ємність акумулятора         | 1100 мА·год |
| Час розмови                 | 6:00 год:хв |
| Час очікування              | 300:00 год:хв |
| Записна книжка й органайзер | |
| Органайзер                  | будильник, калькулятор, планувальник завдань                                                                               |
| Додаткова інформація        | |
| Особливості                 | сенсорний екран забезпечить зручну навігацію по телефону; автоматичне розпізнавання рукописного тексту;                    |
| Програмне забезпечення      | Microsoft Office Mobile, Outlook, Word, Excel, PowerPoint, Pocket Internet Explorer, Windows Media Player 10 for Pocket PC |